# Тобитакю (станция)
Станция Тобитакю (яп. 飛田給駅 тобитакю эки) — железнодорожная станция, принадлежащая Keio Corporation и расположенная в городе Тёфу. Станция находится недалеко от стадиона Адзиномото, служащего базой таких футбольных команд как F.C. Tokyo и Tokyo Verdy. На станции установлены автоматические платформенные ворота.

## Планировка станции
Одна боковая платформа и одна платформа островного типа.
| 1 | ■ Линия Кэйо | Кэйо-Хатиодзи ・(Линия Такао) Такаосангути ・ (Линия Добуцуэн) Тама-Добуцукоэн                                  |
| 2 | ■ Линия Кэйо | Тёфу ・ Мэйдаймаэ ・ Сасадзука ・ Синдзюку ・(Новая Линия Кэйо) Синдзюку ・(Линия Синдзюку) Итигая ・ Мотоявата |
| 3 | ■ Линия Кэйо | Тёфу ・ Мэйдаймаэ ・ Сасадзука ・ Синдзюку ・(Новая Линия Кэйо) Синдзюку ・(Линия Синдзюку) Итигая ・ Мотоявата |

## Близлежащие станции
| «                                  |            | Линия                |            | »                    |
| Линия Кэйо                         | Линия Кэйо | Линия Кэйо           | Линия Кэйо | Линия Кэйо           |
| ---------------------------------- | ---------- | -------------------- | ---------- | -------------------- |
| Ниси-Тёфу                          |            | Local                |            | Мусасинодай          |
| (Тёфу)                             |            | Rapid                |            | (Хигаси-Футю)        |
| Commuter Rapid: не останавливается |            |                      |            |                      |
| (Тёфу)                             |            | Express              |            | (Хигаси-Футю)        |
| (Тёфу)                             |            | Semi Special Express |            | ((Хигаси-Футю) Футю) |
| (Тёфу)                             |            | Special Express      |            | (Футю)               |

- Поезда Rapid, Express, Semi Special Express и Semi Special Express останавливаются на станции в дни проведения мероприятий на стадионе Адзиномото.